# Глубоковский, Николай Петрович
Глубоковский Николай Петрович (31 марта 1889 — ?) — русский, советский военный лётчик, участник Первой мировой и Гражданской войны, подполковник РИА, командующий 3-м корпусным авиационным отрядом, командующий 8-м авиационным дивизионом, командующий 41-м корпусным авиаотрядом (1-й Польский корпусной авиационный отряд), в РККА — начальник воздушного флота Сибири и Дальневосточной республики, кавалер пяти боевых орденов и Георгиевского оружия.

## Биография
Родился 31 марта 1889 года в Вологодской губернии. Окончил в 1907 году Вологодское Александровское реальное училище. В тот же год принят без экзаменов в Казанское пехотное юнкерское училище на военно-училищные курсы. За неуспеваемость отчислен. Два года служил рядовым, ефрейтором, младшим, затем старшим унтер-офицером. Только 4 октября 1909 года, сдав экзамен на офицерский чин, Казанское пехотное юнкерское училище окончил. Получил звание подпоручика. Назначен командиром 5-й роты Хвалынского полка. Направлен в 188-й пехотный Карский полк. «Для практического ознакомления с артиллерийской службой» переведён в 47-ю артиллерийскую бригаду, командовал 9-й ротой. Учился на «офицера-связиста» в полковой команде связи. 25.11.1912 года произведён в поручики. В 1913 году по личному прошению из 188-го пехотного Карского полка направлен в Санкт-Петербург на теоретические авиационные курсы при Санкт-Петербургском политехническом институте. Зачислен в 4-ю группу (ЦГИА СПб, ф. 478, оп. 7, д. 4, стр. 1-5). По окончании курсов, выполнив условия для получения звания «военный лётчик», направлен для обучения полётам в Севастопольскую авиационную школу, затем служил в 3-м корпусном авиационном отряде в 4-й авиационной роте. Первую мировую войну начал в августе 1914 года в Восточной Пруссии в районе Эйдкунена. В сентябре 1914 года командирован в Москву для освоения новых быстроходных аппаратов. 4 декабря 1914 года получил звание «Военный лётчик». До 16 ноября 1915 года — адъютант и временно командующий 3-м корпусным авиационным отрядом. 10.12.1915 года за боевые отличия произведён в штабс-капитаны. За проведённые разведки со 2 по 19 мая 1915 года во время боёв у города Опатова награждён орденом Святого Владимира 4-й степени с мечами и бантом (Приказ по Юго-Западному фронту № 1517 от 16.09.1916 г.). 22 декабря 1915 года при аварии самолёта получил травмы. После окончания лечения в апреле 1916 года назначен помощником начальника 8-го авиационного дивизиона, временно исполнял обязанности командующего этого дивизиона. 16.08.1916 года награждён Георгиевским оружием
«за то, что во время боёв под городом Красником, отважною разведкою в районе р. Висла 24 июня 1915 года, в условиях исключительной трудности, с явной опасностью для жизни, своевременно выяснил отступление обозов противника на левый берег р. Вислы, что повлекло за собою приказание преследовать противника, результатом чего противник был отброшен к городу Краснику».
22 марта 1917 года штабс-капитан Николай Глубоковский получил назначение сформировать и возглавить 41-й корпусной авиационный отряд, переименованный 07.09.1917 года в 1-й Польский корпусной авиационный отряд. 8 июля 1917 года Глубоковский получил звание капитана, а уже 28.07.1917 — подполковника. В декабре 1917 года к уже имеющемуся образованию Глубоковский добавил Морские воздухоплавательные курсы, тем не менее, 3012.1917 года из Русской армии был демобилизован.
На службе в РККА со 2 февраля 1918 года.
Занимался инспектированием и переформированием авиационных подразделений, командовал авиационными отрядами в районе Западной обороны. Находясь в командировке в Москве был арестован ВЧК и три месяца находился в Бутырской тюрьме. «Подозрения в контрреволюционной деятельности не подтвердились» — отпущен на свободу. Служил в Полевом управлении и воздухоплаванья при штабе Юго-Западного фронта. Назначен начальником авиации 6-й Армии. Сдал должность из-за заражения брюшным тифом. После выздоровления и досрочного выхода из отпуска назначен начальником Штаба воздушного флота в Киевском военном округе. С 22 октября 1922 года Николай Глубоковский переведен на Дальний Восток начальником воздушного флота Дальневосточной республики и Сибири. В его подчинении находились Восточносибирский, Западносибирский воздушные флоты, а также 5-я Отдельная краснознамённая армия (её воздушный флот).
После окончания Гражданской войны — в резерве Управления ВВС РККА,
15.09.1924 года назначен в общество «Добролёт» (предшественник современного Аэрофлота) техническим директором Среднеазиатского «Добролёта». Дальнейшие годы работы Николая Петровича Глубоковского связаны со Средней Азией. Командовал сводным авиационным отрядом в боевых действиях в борьбе с формированием басмачей Ибрагим-бека. Входил в комитеты по строительству электростанции в Фергане, по перевозкам по Среднеазиатской железной дороге, по строительству дороги Ташкент-Чимган, по реализации «Хорезмских ценностей», входил в приёмную комиссию Среднеазиатского государственного университета и другие руководящие посты. Последнее место работы с 03.06.1931 года — Постоянное представительство Таджикской ССР в Москве при Правительстве СССР. Дальнейшая судьба неизвестна.

## Награды
- Орден Святого Станислава 3-й степени 17.12.1913

- Орден Святой Анны 3-й степени с мечами 28.09.1916

- Орден Святой Анны 2-й степени с мечами 17.11.1916

- Орден Святого Владимира 4-й степени с мечами и бантом 16.09.1916

- Георгиевское оружие 16.08.1916